# Ps (Unix)
ps ("process status", estado de procesos en idioma inglés) es un comando asociado en el sistema operativo UNIX (estandarizado en POSIX y otros) que permite visualizar el estado de un Proceso (informática).

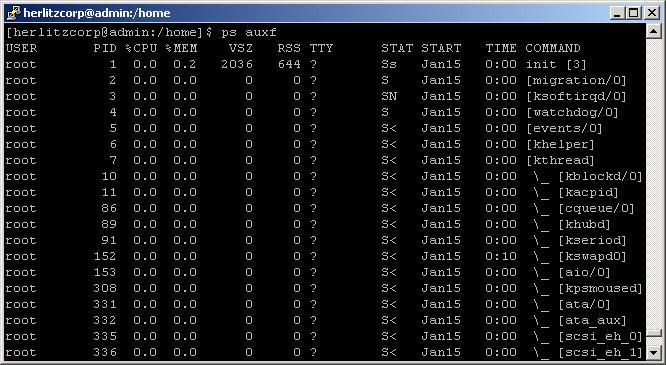
Captura de pantalla salida ps.

## Sintaxis

### Comando
```
    
ps
 [modificadores] [condición]
```

Donde modificadores es opcional, y puede tomar los siguientes valores:

Los siguientes modificadores no toman el parámetro condición:
- -A: Muestra todos los procesos (de todos los usuarios en el sistema).
- -a: Muestra todos los procesos de una [tty] determinada.
- -d: Muestra todo excepto los líderes de la sesión.
- -e: Muestra todos los procesos (equivalente a -A).
- T: Muestra todos los procesos de la terminal actual.
- a: Muestra todos los procesos de la terminal actual incluyendo los de otros usuarios.
- g: Muestra todos los procesos incluyendo grupos líderes (obsoleta excepto en sunOs).
- r: Muestra solamente los procesos corriendo.
- x: Muestra los procesos en un estilo BSD (sin controlar la [TTY]).
- f: Visualiza los parámetros con los que se levantó el proceso.

Los siguientes modificadores toman el parámetro condición:
- -N: Muestra todos los procesos excepto los que encajan con la condición (equivalente a --deselect).
- -C: Muestra los procesos que tienen como nombre la condición.
- -G: Muestra los procesos que tienen como grupo (nombre de grupo o id) la condición.
- -P: Muestra los procesos que tienen como [Identificador de proceso] la condición.
- -S: Muestra los procesos que tienen como sesión la condición.
- -U: Muestra los procesos que tienen como usuario (nombre de grupo o id) la condición.

Existen distintos modificadores admitidos según la versión del comando ps que se esté usando en el sistema (BSD, POSIX, GNU, etc.)
También existe -aux que muestra todos los procesos del sistema. Incluido él.